# Baby Looney Tunes
Baby Looney Tunes is een Canadese-Amerikaanse animatieserie, geproduceerd door Warner Bros. Animation, Big Bang Digital Studios en Kids' WB Original Production. De serie telt 52 afleveringen, en was te zien van 2002 tot 2005. In Vlaanderen werd de reeks ondertiteld uitgezonden op VTM bij TamTam. Later werd de reeks nagesynchroniseerd voor Boomerang.

## Achtergrond
De serie draait om baby/peuter-versies van de bekende Looney Tunes-personages Bugs Bunny, Daffy Duck, Tweety, Sylvester, Lola Bunny, Tasmanian Devil, Petunia Pig, Porky Pig, Yosemite Sam, Elmer Fudd, Foghorn Leghorn, Road Runner en Wile E. Coyote, en Marvin the Martian.
De serie heeft ongeveer dezelfde opzet als Muppet Babies. Het eerste seizoen werd uitgezonden in 2002, en was een matig succes. Daarom zette Cartoon Network de serie tijdelijk stop. In 2004 werd er toch een tweede seizoen gemaakt, nu met een extra personage (Floyd) en verhaallijnen die ook geschikter waren voor oudere kijkers. In 2005 kwam nog een derde seizoen, waarin de animatie meer 3D werd.